# Nils Johansson Enequist
Nils Johansson Enequist, född 1 december 1794 i Visby, död 3 april 1862 i Christiansfeld, var en svensk präst. Han var från 1824 gift med Mette Ebbesen.
Nils Johansson Enequist var son till kalkbrukspatronen Johannes Enequist. Om hans studier är mycket lite känt, han visades långa tider utomlands och innehade en informatorstjänst. Han fångades av den herrnhutiska väckelsen och var föreståndare för evangeliska brödraförsamlingen i Karlskrona 1824-1839. 1825 varnades han av länsstyrelsen i Kristianstad för den väckelse han bedrev i norra Skåne. Till en början fick han dock ett visst stöd från prästerskapet, och först under 1830-talet hårdnade motståndet från kyrkans håll mot hans väckelse. Därtill kom att schartauanismen som var starkt kritisk mot den herrnhutiska rörelsen började vinna stöd. 1838 gav han upp och begärde förflyttning varvid församlingen i Karlskrona upphörde. Därefter var Enequist 1839-1840 inspektör för en flickskola i Montmirail och därefter från 1840 pastor vid brödraförsamlingen i Montauban nära Nîmes. På 1840-talet blev han slutligen pastor i brödraförsamlingen i Christiansfeld.